# روجر كايزر
روجر كايزر (بالإنجليزية: Roger Kaiser)‏ مواليد 23 فبراير 1939 في ديل، هو مدرب كرة سلة أمريكي ولاعب سابق. بدأ مسيرته الاحترافية في سنة 1962. تم اختياره من قبل فريق واشنطن ويزاردز خلال الدرافت. حمل الرقم 21. يبلغ طوله 6 قدم 2 بوصة (1.9 م). اعتزل اللعب في 1963.

## روابط خارجية
- روجر كايزر على موقع سبورتس رفرنس (الإنجليزية)
- روجر كايزر على موقع كلية كرة السلة في سبورتس رفرنس.كوم (الإنجليزية)
- روجر كايزر على موقع ريلجم (الإنجليزية)
- روجر كايزر على موقع قاعة جورجيا للمشاهير الرياضية (مؤرشف) (الإنجليزية)